# Nils Strindberg

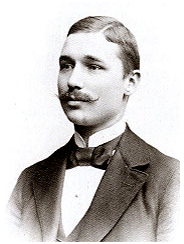
Nils Strindberg

Nils Strindberg (* 4. September 1872 in Stockholm; † Oktober 1897 auf Kvitøya, Svalbard) war ein schwedischer Wissenschaftler und Fotograf. Er nahm 1897 an der gescheiterten Ballonfahrt zum Nordpol von Salomon August Andrée teil.

## Leben
Nils Strindberg war ein Sohn des Großhändlers Johan Oscar Strindberg (1843–1905) und dessen Frau Rosalie, geborene Lundgren. Er besuchte zunächst die Beskowsche Schule (Beskowska skolan) und von 1882 bis 1890 Stockholms ältestes Gymnasium, das Norra Real. Nach der mit ausgezeichnetem Erfolg bestandenen Reifeprüfung wurde er an der Königlichen Technischen Hochschule in Stockholm immatrikuliert. Er schloss sein Studium 1893 an der Universität Uppsala ab und arbeitete zunächst als Hauslehrer. 1895 wurde er Amanuensis für Physik an der Stockholmer Technischen Hochschule. Im selben Jahr wurde er von Andrée aus einer großen Zahl von Bewerbern als dritter Mann für die Polarexpedition ausgewählt. 1896 reiste Strindberg nach Paris und ließ sich in der Handhabung von Gasballons unterweisen. Anschließend begab er sich nach Svalbard. Wegen ungünstiger Windverhältnisse fand die Polfahrt in diesem Jahr aber nicht mehr statt. 1896 verlobte er sich mit Anna Charlier. Acht Monate später, im Juli 1897, startete Strindberg mit Andrée und Knut Frænkel von der Däneninsel aus mit dem Ballon Örnen (Adler), nach dessen Absturz er wie die übrigen zwei Expeditionsmitglieder ums Leben kam. Die Körper wurden erst 33 Jahre später auf der Insel Kvitøya gefunden, nach Schweden zurückgebracht und kremiert. Die Asche wurde in einem gemeinsamen Grab auf dem Norra begravningsplatsen in Stockholm bestattet.
Strindbergs Vater war ein Neffe des Schriftstellers August Strindberg.
Der Berg Strindbergfjellet auf der Halbinsel Vasahalvøya in Albert-I-Land auf der Insel Spitzbergen und die Region Strindbergland im Nordost-Grönland-Nationalpark sind nach Nils Strindberg benannt.